# واسیل متودیف
واسیل متودیف (بلغاری: Васил Методиев؛ ۶ ژانویه ۱۹۳۵ – ۲۹ ژوئیه ۲۰۱۹) بازیکن و مربی فوتبال اهل بلغارستان بود.
از باشگاه‌هایی که در آن بازی کرده‌است می‌توان به باشگاه فوتبال لوکوموتیو صوفیه اشاره کرد.
وی همچنین در تیم ملی فوتبال بلغارستان بازی کرده‌است.